# Servicio de Inteligencia de Carabineros
El Servicio de Inteligencia de Carabineros (Sicar), fue una organización creada durante los días posteriores al golpe de Estado desarrollado por la dictadura militar, y que tuvo como funciones desarrollar investigación, llevar a cabo actos de represión y arresto de personas.
Entre las violaciones a los Derechos Humanos provocadas por su actuar se encuentra el caso de los estudiantes ecuatorianos Felipe Campos Carrillo y Freddy Torres Villalba en 1973, la detención y tortura de dos jóvenes mujeres en el cuartel N°1 "El Hoyo" en el subsuelo de la Plaza de la Ciudadanía, y la tortura y asesinato del intendente de Concepción, Fernando Álvarez Castillo.
Su trabajo fue supeditado por instituciones como la Dirección de Inteligencia Nacional. Este Servicio es disuelto en 1974 debido a la creación de la Dirección de Inteligencia de Carabineros (Dicar).

## Historia

### Antecedentes
Previo al golpe militar existían las Comisiones Civiles de Carabineros, las cuales tenían por objetivo «perseguir delitos en forma camuflada entre la población civil», desarrollando actividades similares a la del Servicio de Investigaciones.
Junto a esta existió la Brigada de Servicios Especiales creada durante el gobierno del presidente Eduardo Frei Montalva que tenía como fin la represión de protestas callejeras.

### Formación de la Sicar
Posterior al golpe de Estado ocurrido el 11 de septiembre de 1973, inició un proceso de reclutación a nivel nacional para unirse a este servicio de inteligencia, donde los carabineros dejaban de utilizar su uniforme institucional.

### Ejercicio y operaciones
Entre sus funciones se hallaba la detención y vigilancia de opositores a la dictadura militar, y la vigilancia de los cuarteles de la DINA. Esto incluía a carabineros y militares que se oponían al golpe de Estado.

### Reorganización y desaparición
En la segunda mitad de 1974 se formó la Dirección de Inteligencia de Carabineros (Dicar), en reemplazo de SICAR, aunque algunas labores a nivel regional de la Dicar siguieron desarrollandose bajo el nombre de la Sicar.

## Organigrama
El director de este servicio estaba bajo órdenes directas del Director de Carabineros.
El Sicar estaba estructurado en cuatro (o cinco) departamentos o grupos de trabajo principales, que desempeñaban funciones operativas y administrativas. Estos departamentos eran Operaciones, Contrainteligencia, Análisis, y Archivo y Kárdex

## Cuarteles
Durante su operación, el Sicar tuvo centros de operaciones en la Tercera Comisaría de Carabineros, el Grupo de Instrucción de Carabineros y el ex internado de religiosas La Providencia y una vivienda en calle Curicó con Maipú, todos en Antofagasta; también hay evidencia que señala que tuvo centros de operaciones en Arica, Santiago, Rancagua, San Fernando, Concepción, Temuco, Valdivia y Ancud.

### Cuartel N.º 1 del Sicar
El Cuartel N.º 1 del Servicio de Inteligencia de Carabineros (SICAR), conocido como «El Hoyo», fue un centro de detención y tortura, en su mayoría militantes del Partido Socialista, durante la Dictadura militar de Chile que funcionó entre 1973 y 1974 en el subsuelo de la Plaza de la Constitución en Santiago.

## Violaciones a los derechos humanos

### Metodologías de represión
El Sicar, al igual que otras unidades de inteligencia de la dictadura militar, estaba compuesto por agentes que no solo realizaban interrogatorios sino que también aplicaban torturas sistemáticas. Se sabe que utilizaban métodos como golpes, electricidad, el "teléfono" (golpes simultáneos en ambos oídos), y sumergimiento en agua o desechos como parte de su protocolo de tortura. También hay evidencia de vejámenes sexuales a las mujeres detenidas en algunos de los centros.

### Casos relevantes
Uno de los casos relacionados con el Sicar es el asesinato en septiembre de 1973 de los estudiantes ecuatorianos Felipe Campos Carrillo y Freddy Torres Villalba, estudiantes de la Universidad de Concepción. Ambos fueron arrestados sin orden judicial, detenidos en la Cuarta Comisaría de Carabineros de Concepción, y posteriormente ejecutados por agentes del Sicar en la desembocadura del Río Biobío. Los informes señalan que los estudiantes fueron colgados y torturados durante toda una noche antes de ser asesinados a tiros el 20 de septiembre. Este crimen fue inicialmente encubierto, atribuyendo su muerte a una "vendetta" entre extremistas, pero la investigación posterior reveló que el Sicar fue responsable directo del asesinato.
Otro caso significativo fue el del intendente de Concepción, Fernando Álvarez Castillo, quien fue detenido por la Sicar el 11 de septiembre de 1973 y posteriormente trasladado a la Isla Quiriquina. Después de varias semanas de interrogatorios y torturas por parte del Sicar, Álvarez murió bajo custodia el 7 de noviembre de 1973. La causa de su muerte fue un hemotórax, resultado de los golpes recibidos durante los interrogatorios. Los informes de autopsia revelaron signos claros de tortura, incluyendo marcas de golpes y descargas eléctricas.